# 20302 Kevinwang
20302 Kevinwang è un asteroide della fascia principale. Scoperto nel 1998, presenta un'orbita caratterizzata da un semiasse maggiore pari a 2,3594836 UA e da un'eccentricità di 0,0662716, inclinata di 6,05047° rispetto all'eclittica.